# Вотруба, Йозеф
Йозеф Вотруба (чеш. Josef Votruba; 8 ноября 1879, Дебрж, Австро-Венгрия — 7 октября 1959 , Прага) — чехословацкий военачальник, командующий 3-й армией и командующий сухопутными войсками Словакии и Подкарпатской Руси. Генерал армии Чехословакии (1936). Сторонник активной оборонительной тактики.

## Биография
С 1896 года обучался в Кадетской школе в Вене, позже поступил в Военное училище. Участник Первой мировой войны в составе австро-венгерской армии, сражался на Восточном фронте, позже в Истрии, отличился в битве при Пьяве (1918).
После окончания Первой мировой войны некоторое время находился вне армии, был чехословацким полномочным представителем в Вене. Весной 1919 года принял участие в чехословацко-венгерской войне. Остался в армии и стал двигаться по карьерной лестнице.
1 января 1937 года ему было присвоено звание генерала армии. Во время всеобщей мобилизации в 1938 году Вотрубе было поручено командовать III армией Штефаника, состоявшей из семи дивизий, и отвечать за оборону Словакии и Подкарпатской Руси.
После мюнхенского соглашения с октября 1938 года командовал IV-й армией в Южной Моравии, но из-за стремительно ухудшающегося диабета был вынужден подать рапорт об отставке. Официально вышел в отставку 1 января 1939 года.
Жил в Братиславе , откуда после создания Первой Словацкой республики переехал на родину. Из-за прогрессирующего диабета ему ампутировали обе ноги.
В мае 1946 года, Вотрубе вернули прежнее звание с соответствующей пенсией. После Февральских событийв Чехословакии 1948 года он был разжалован, лишён пенсии и был вынужден уехать из Праги.

## Награды
- Бронзовая Медаль «За военные заслуги» (Австро-Венгрия)
- Серебряная Медаль «За военные заслуги» (Австро-Венгрия)
- Крест «За военные заслуги» (Австро-Венгрия)
- Железный крест
- Орден Железной короны (Австрийский)
- Орден Красного орла
- Орден Леопольда I
- Чехословацкий Военный крест (1918)
- Орден Почётного легиона
- Орден Святого Саввы
- Орден Витаутаса Великого
- Орден Звезды Румынии (дважды)
- Орден Югославской короны
- Медаль военных заслуг (Греция)